# Tapajós
A Tapajós (portugálul Rio Tapajós) egy folyó Dél-Amerikában, Brazíliában, Amazonas és Pará államokban. Körülbelül 2200 km hosszú. A vízgyűjtő területe körülbelül 487 000 km². Az Amazonas mellékfolyója.

## Útja
A Juruena és a Teles Pires ou San Manuel torkolatánál keletkezik Amazonas, Mato Grosso és Pará államok hármashatárán, majd több mint 2000 km megtétele után jobbról az Amazonasba torkollik.